# Киров, Анатолий Николаевич
Анато́лий Никола́евич Ки́ров (род. 7 июля 1936, Вологда, Северный край) — советский борец классического стиля, чемпион и призёр чемпионатов СССР, призёр чемпионатов Европы и мира, мастер спорта СССР международного класса (1965).

## Биография
Увлёкся борьбой в 1953 году. В 1957 году выполнил норматив мастера спорта СССР. Участвовал в десяти чемпионатах СССР. Трёхкратный чемпион СССР. В 1969 году оставил большой спорт.

## Спортивные результаты
- Чемпионат СССР по классической борьбе 1960 года — ;
- Чемпионат СССР по классической борьбе 1961 года — ;
- Чемпионат СССР по классической борьбе 1962 года — ;
- Чемпионат СССР по классической борьбе 1964 года — ;
- Чемпионат СССР по классической борьбе 1965 года — ;
- Чемпионат СССР по классической борьбе 1966 года — ;